# Panula (bướm đêm)
Panula là một chi bướm đêm thuộc họ Erebidae.

## Loài
- Panula inconstans Guenée, 1852